# Erik Lassen
Erik Lassen, född 4 juli 1924 i Porsgrunn, Telemark, död 8 februari 2004 i Oslo, var en norsk skådespelare och regissör.

## Biografi
Lassen var engagerad vid Centralteatret, Det Nye Teater, Folketeatret, Edderkoppen Teater, Oslo Nye Teater och Thalia Teater. Han verkade även som film- och TV-skådespelare och debuterade 1949 i Svendsen går videre. Han gjorde sammanlagt ett 30-tal roller 1949–1989. Åren 1966–1967 regisserade han fem avsnitt av TV-serien Kontorsjef Tangen och 1968 TV-filmen Festival i Venedig.

## Filmografi (urval)

### Roller
- 1949 – Svendsen går videre
- 1952 – Andrine og Kjell
- 1955 – Polisen efterlyser
- 1955 – Den blodiga vägen
- 1956 – Kvinnens plass
- 1956 – Gylne ungdom
- 1957 – Smuglere i smoking
- 1958 – Lån meg din kone
- 1959 – Herren och hans tjänare
- 1961 – Hans Nielsen Hauge
- 1961 – Et øye på hver finger
- 1962 – Stackars stora starka karlar
- 1963 – Vildanden
- 1988 – Som man ropar (TV-serie)
- 1989 – Mardrömmen (TV-serie)

### Regi
- 1966–1967 – Kontorsjef Tangen (TV-serie)
- 1968 – Festival i Venedig